# Jacob Fidelis Ackermann
Jacob Fidelis Ackermann (* 23. April 1765 in Rüdesheim, Kurmainz; † 28. Oktober 1815 ebenda) war ein deutscher Mediziner.

## Leben
Ackermann war der Sohn des Rüdesheimer Schöffen Bernardus Ackermann (1709–1790) und dessen Ehefrau Maria Loretta Fink (1732–1779).
Mit neunzehn Jahren immatrikulierte er sich 1784 an der Universität Würzburg für das Fach Medizin und wurde dort Schüler von Karl Kaspar von Siebold. Später wechselte er an die Universität Mainz zu Samuel Thomas Soemmerring. In Mainz beendete Ackermann 1787 sein Studium mit der Promotion zum Dr. med.
Im Anschluss daran trat Ackermann eine fast zweijährige Studienreise an, welche ihn durch Deutschland, insbesondere nach Göttingen, nach Wien und Italien (Pavia) führte. Einen mehrmonatigen Aufenthalt legte er bei Johann Peter Frank ein, dem Generaldirektor des Medizinalwesens in der Lombardei. 1789 kehrte Ackermann nach Mainz zurück und konnte sich noch im selben Jahr habilitieren. Anschließend lehrte er an der Universität Mainz als Privatdozent für gerichtliche Medizin und Medizinalpolizei.
Nach dem Tod von Johann Fibig (1758–1792) avancierte Ackermann zum Nachfolger auf dessen Lehrstuhl der Botanik. Am 10. Mai 1795 heiratete er Maria Eva Thecla Linn. Mit ihr hatte er eine Tochter und zwei Söhne. 1796 bekam Ackermann nach dem Ausscheiden von Soemmerring dessen Lehrstuhl für Anatomie übertragen. Auf Soemmerrings Forschungen aufbauend, konnte Ackermann die semidecussatio nervorum opticorum (Halbkreuzung der Sehnerven) nachweisen.
Während der französischen Besatzung wurde 1798 die Universität Mainz geschlossen und dafür eine Art Akademie für Medizin errichtet, die École spéciale de médecine de Mayence. Ackermann wurde mit der Leitung betraut und zu deren ersten Professor berufen. Schon in dieser Zeit war ein Schwerpunkt seiner anatomischen Forschungen der Hermaphroditismus.
1803 nahm Ackermann Untersuchungen und Experimente am frisch enthaupteten Johannes Bückler, bekannt als „Schinderhannes“, und dessen Gefolgsleuten direkt unter der Guillotine vor. Es sollte im Auftrag der „Medizinischen Privatgesellschaft zu Mainz“ u. a. mit Elektroschocks festgestellt werden, wann der menschliche Körper tatsächlich tot sei. Ackermann nutzte in der Folge die Gebeine des Schinderhannes als wissenschaftliches Untersuchungsobjekt. Das Skelett wurde erstmals ohne Zuhilfenahme von Drähten – es wurde von den Sehnen gehalten – präpariert. Später nahm er das Skelett bei seiner Berufung an die Universität Heidelberg mit.
1804 nahm Ackermann den Ruf an die Universität Jena an und übernahm dort den Lehrstuhl Loders für Anatomie und Chirurgie. Um seiner Familie, die in Rüdesheim lebte, näher zu sein, folgte Ackermann 1805 einem Ruf an die Universität Heidelberg. Dort übernahm Ackermann den Lehrstuhl für Anatomie und Physiologie, setzte sich vehement für den Neubau eines Anatomischen Theaters ein und war auch maßgeblich an der Entstehung einer Poliklinik beteiligt, deren erster Direktor er wurde. 1812 wurde er korrespondierendes Mitglied der Preußischen Akademie der Wissenschaften.
Im Alter von fünfzig Jahren starb Jacob Fidelis Ackermann am 28. Oktober 1815 in Rüdesheim an einer Nierenentzündung.
Ackermann war als Wissenschaftler auf vielfältigen Gebieten aktiv. Er war Anhänger der Chemiatrie. Ackermann war als Wissenschaftler immer ein Gegner seines Kollegen Franz Joseph Gall (und dessen Phrenologie) gewesen. Im Februar 1807 kam es im Anatomischen Theater in Heidelberg zu einem wissenschaftlichen Aufeinandertreffen von Gall und Ackermann, bei dem Ackermann sich wenig professionell verhielt. Er schrie Gall an und argumentierte inkonsistent. Auch präsentierte er Präparate, die seine Argumentation nicht wirklich stützen konnten. Die heimische Presse honorierte dies, indem sie Gall ein überlegenes Auftreten attestierte.
Als bedeutender Mediziner der Romantik steht Ackermann auch heute noch gleichberechtigt neben Franz Anton Mai (1742–1814).

## Rezeption in der Geschlechterforschung
Insbesondere in der deutschsprachigen Geschlechterforschung wurden die Arbeiten Ackermanns diskutiert. Claudia Honegger (1991) zählte Ackermann zu den Autoren, die eine  anatomische Unvergleichbarkeit der Geschlechter angenommen haben. Durch Ackermann und im Anschluss an ihn sei jeder Knochen und jedes Gewebe geschlechtlich gedacht worden. Dieser Rezeption widersprach Heinz-Jürgen Voß (2010). Ackermann habe physiologische Prozesse zentral gesetzt und Unterschiede im Sinne eines „Mehr und Weniger“ herausgearbeitet. So habe Ackermann u. a. die weiblichen und die männlichen Genitalien als sich entsprechend beschrieben.

## Werke (Auswahl)
- Ueber die körperliche Verschiedenheit des Mannes vom Weibe außer den Geschlechtstheilen. [Dissertation] Uebersetzt nebst einer Vorrede und einigen Bemerkungen von Joseph Wenzel. Winkoppische Buchhandlung, Mainz 1788 (Digitalisat).
- Über die Kretinen, eine besondre Menschenabart in den Alpen. Ettingersche Buchhandlung, Gotha 1790 (Digitalisat).
- Nähere Aufschlüsse über die Natur der Rindviehseuche, die Ursachen ihrer Unheilbarkeit und die nothwendigen Polizeyanstalten gegen dieselbe. in der Andreäischen Buchhandlung, Frankfurt am Main 1797 (Digitalisat)
- Versuch einer physischen Darstellung der Lebenskräfte organisirter Körper. 2 Bände. Varrentrapp und Wenner, Frankfurt am Main 1797/1800 (Digitalisate: Band 1, Band 2); mit einem Nachtrag versehene Ausgabe: Friedrich Frommann, Jena 1805 (Digitalisate: Band 1, Band 2).
- Der Scheintod und das Rettungsverfahren. Ein chrimiatrischer Versuch. Andreä, Frankfurt am Main 1804 (Digitalisat).
- Über die Erleichterung schwerer Geburten, vorzüglich über das ärztliche Vermögen auf die Entwicklung des Foetus. Ein Schreiben an den Kurfürstlich-Pfalzbayrischen Stabschirurgus Herrn Dr. Brünninghausen in Würzburg. Jena 1804 (Digitalisat).
- Infantis androgyni historia et ichnographia: Accedunt de sexu et generatione disquisitiones physiologicae et tabulae V. neri incisae. Maucke, Jena 1805. (Digitalisat)
- Die Gall’sche Hirn- Schedel- und Organenlehre vom Gesichtspunkte der Erfahrung aus beurtheilt und widerlegt. Mohr & Zimmer, Heidelberg / Mohr, Frankfurt 1806 (Digitalisat).